# 特雷河畔维尔塞
特雷河畔维尔塞（法語：Vilcey-sur-Trey，法語發音：[vilsɛ syʁ tʁɛ]）是法国默尔特-摩泽尔省的一个市镇，属于图勒区。

## 地理
特雷河畔维尔塞（48°56'2"N, 5°58'26"E）面积13.17 平方千米，位于法国大東部大區默尔特-摩泽尔省，该省份为法国东北部内陆省份，是洛林的一部分，北邻比利时、卢森堡，北起顺时针与摩泽尔省、下莱茵省、孚日省和默兹省接壤。
与特雷河畔维尔塞接壤的市镇（或旧市镇、城区）包括：费昂艾、诺鲁瓦莱蓬塔穆松、普雷尼、蒂欧库尔-勒涅维尔、旺迪耶尔、维耶维尔昂艾、维莱苏普雷尼。
特雷河畔维尔塞的时区为UTC+01:00、UTC+02:00（夏令时）。

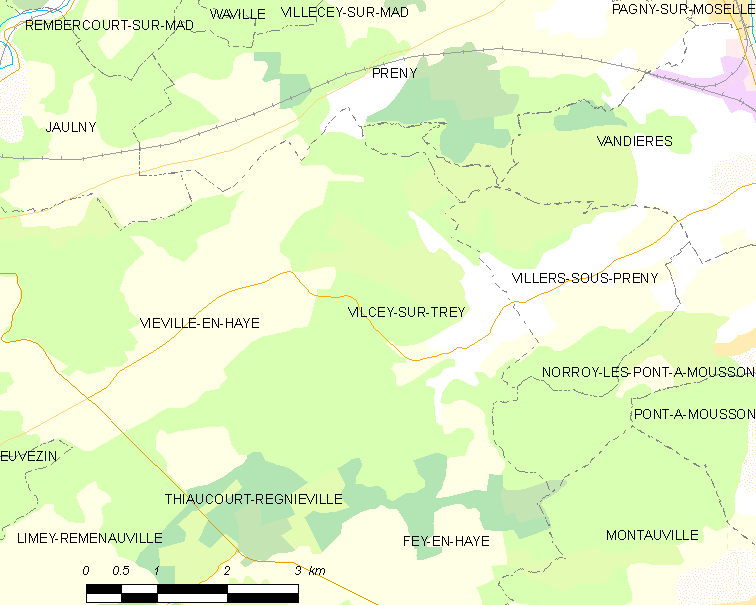
特雷河畔维尔塞的OSM定位图

## 行政
特雷河畔维尔塞的邮政编码为54700，INSEE市镇编码为54566。

## 政治
特雷河畔维尔塞所属的省级选区为北图卢瓦县。

## 人口

1962-2008年间特雷河畔维尔塞人口变化图示

特雷河畔维尔塞于2022年1月1日时的人口数量为147人。